# 田子町立清水頭小学校
田子町立清水頭小学校（たっこちょうりつしみずかしらしょうがっこう）は、青森県三戸郡田子町大字田子にあった公立小学校。2022年度（閉校時点）の児童数は11名。

## 沿革
- 1878年（明治9年）
  - 1月 - 清水頭村の民家を借用し、清水頭小学として発足。
  - 4月 - 尾形与左ェ門氏宅地内に校舎新築移転。
- 1887年（明治20年） - 清水頭簡易小学校と改称。
- 1888年（明治21年） 12月 - 清水頭・千葉喜代氏宅地内に校舎新築移転。
- 1892年（明治25年） - 清水頭尋常小学校と改称。
- 1910年（明治43年）2月 - 清水頭字下久保76番地に校舎新築移転。
- 1941年（昭和16年）4月1日 - 国民学校令により、清水頭国民学校と改称。
- 1947年（昭和22年）4月1日 - 学制改革により、田子町立清水頭小学校と改称。同日、清水頭中学校を併置し、高等科生を中学校に移籍。
- 1952年（昭和27年）10月19日 - 清水頭17番地に校舎新築移転。
- 1953年（昭和28年）12月1日 - 田子中学校清水頭季節分校併設。
- 1961年（昭和36年）12月1日 - 田子中学校季節分校廃止。
- 1989年（平成元年）11月16日 - 木造2階建新校舎完成し、落成記念式典挙行。
- 2022年（令和4年）12月3日 - 閉校式典挙行[1]。
- 2023年（令和5年）3月31日 - 田子小学校に統合され、閉校[2]。

## 通学区域
出典
- 大字田子（字馬久保・狼久保・大久保上ミ平・大渡・大渡平・小国深山・堅田・堅田岩ノ脇・堅田下モ・堅田向・椛山・上ミ似田・川代・川代上ノ平・川代ノ上ミ・北川向・坂ノ下タ・清水頭・清水頭上ミ久保・清水頭下モ久保・清水頭中平・下モ似田・下モ干草場・菖蒲谷地・白椛・袖大久保・袖平・種場・大王・大王家ノ上ミ・大王新田・大王平・大王橋場・滝ノ又・手代森・中平・似田向・ハサコ平・馬場・馬場北向・馬場前田・東平・干草場・干草場上ミ平・二次・二次下モ平・二次平・二又・百連沢・水無シ・南川向・横沢）

## アクセス
- 田子町コミュニティバス清水頭線・長坂線「清水頭」バス停下車後、徒歩（土休日運休）。

## 周辺
- 青森県道21号田子十和田湖線

## 主な進学先
- 田子町立田子中学校

## 参考資料
- 『青森県教育史 別巻』（青森県教育委員会・1973年12月20日発行）「学校沿革 小学校」851頁「清水頭小学校」（1961年の内容まで）